# ماریا ریابوشکینا
ماریا ریابوشکینا ( زاده ۲۸ اوت ۱۹۹۰) سن پترزبوگ، روسیه ، هنرپیشه ، مدل ، وابسته به عشق شهوانی روسیه می باشد.

## بررسی اجمالی
ماریا در روسیه زاده شد و فعالیتش را به عنوان مدل در روسیه شروع کرد. ماریا به عنوان مدل جلد مجله ها و وب سایت های بزرگسالان مشغول فعالیت است. او دارای یک فروشگاه آنلاین می باشد که شامل لباس زیر زنانه، بیکینی و کفش می باشد. ماریا همچنین روی جلد ماکسیم (مکزیک) و ماکسیم (جمهوری چک) حضور پیدا کرد.
در نوامبر ۲۰۱۹، آی اسریپر ماریا را به عنوان "شایسته ماه" خودش معرفی نمود.
او در سال ۲۰۱۸ برای پلی بوی پلاس فعالیت نمود و با اسم اصلی خودش یعنی ماریا ریابوشکینا در شماره نوینی در ماه مه ۲۰۱۹ به اسم"کل چشم ها روی من" فعالیت نمود.